# Dimitrie Brândză
Dimitrie Brândză [diˈmitri.e ˈbrɨnzə] (10. října 1846, Viișoara – 1895, Slănic Moldova) byl rumunský botanik a lékař. Založil bukurešťskou botanickou zahradu, která je po něm i pojmenována.
Studoval na Academia Mihăileană a poté v Paříži, kde získal titul doktora medicíny. Byl profesorem na univerzitě v Iași a v Bukurešti a členem rumunské akademie věd.
Je pohřben v Bellu.